# Simon Pettersson
Simon Pettersson (Tobo, 3 gennaio 1994) è un discobolo svedese.

## Palmarès
| Anno | Manifestazione  | Sede     | Evento           | Risultato | Prestazione | Note |
| ---- | --------------- | -------- | ---------------- | --------- | ----------- | ---- |
| 2015 | Europei U23     | Tallinn  | Lancio del disco | 5º        | 58,05 m     |      |
| 2017 | Mondiali        | Londra   | Lancio del disco | 11º       | 60,39 m     |      |
| 2018 | Europei         | Berlino  | Lancio del disco | 4º        | 64,55 m     |      |
| 2019 | Mondiali        | Doha     | Lancio del disco | 9º        | 63,72 m     |      |
| 2021 | Giochi olimpici | Tokyo    | Lancio del disco | Argento   | 67,39 m     |      |
| 2022 | Mondiali        | Eugene   | Lancio del disco | 5º        | 67,00 m     |      |
| 2022 | Europei         | Monaco   | Lancio del disco | 4º        | 67,12 m     |      |
| 2023 | Mondiali        | Budapest | Lancio del disco | 21º (q)   | 62,53 m     |      |
| 2024 | Europei         | Roma     | Lancio del disco | 16º (q)   | 61,43 m     |      |

## Altre competizioni internazionali
2022
- Bronzo in Coppa Europa di lanci ( Leiria), lancio del disco - 63,80 m